# Erwin Volz
Erwin Volz (* 14. Januar 1949 in Neunkirchen) ist ein deutscher Politiker (SPD).
Volz besuchte die evangelische Volksschule in Hangard und anschließend das Staatliche Realgymnasium Neunkirchen, wo er auch die Reifeprüfung ablegte. An der Erziehungswissenschaftlichen Hochschule Rheinland-Pfalz studierte er Pädagogik mit den Hauptfächern Politikwissenschaft und Sport. Danach war er in Rheinland-Pfalz als Lehrer tätig.
1975 trat Volz in die SPD ein. Er gehört dem Vorstand des SPD-Ortsvereins seiner Heimatgemeinde Nohfelden an und war ab 1988 Vorsitzender des SPD-Gemeindeverbands Nohfelden. Ab 1989 war er Mitglied im Nohfelder Orts- und Gemeinderat sowie Erster Beigeordneter der Gemeinde. Am 1. Februar 1991 rückte er für Hans Georg Wagner in den Landtag des Saarlandes nach. Nach einer erfolgreichen Wiederwahl (1994) verzichtete er auf eine erneute Kandidatur und legte im August 1999 kurz vor Ende der Legislaturperiode sein Mandat nieder; für ihn rückte Horst Hornberger nach. Im Landtag war Volz Mitglied in den Ausschüssen für Umwelt sowie für Bildung und Kultur, außerdem war er Vorsitzender des Unterausschusses für Rechnungsprüfung.
Volz ist verheiratet und hat ein Kind. Ehrenamtlich engagierte er sich unter anderem für das Kunstzentrum Bosener Mühle, dessen Vorsitzender er war.